# Pregny-Chambésy
Pregny-Chambésy (tot 1952 officieel in het Frans Pregny) is een gemeente en plaats in het Zwitserse kanton Genève.
Pregny-Chambésy telt 3536 inwoners.
In Pregny-Chambésy staat het kasteel van Penthes, waar het 'Museum van Zwitsers in de wereld' zich bevindt.

## Overleden
- Valérie de Gasparin (1813-1894), schrijfster
- Caroline Barbey-Boissier (1847-1918), schrijfster
- Alfred Mégroz (1883-1956), kunstschaatser, olympiër